# 于尔维莱尔 (阿格诺县)
于尔维莱尔（法語：Uhlwiller，发音：[ylvilɛʁ] 或 [ulvilɛʁ]；德语：Uhlweiler）是法国下莱茵省的一个市镇，属于阿格诺-维桑堡区（Haguenau-Wissembourg）和阿格诺县（Haguenau）。该市镇总面积7.46平方公里，2009年时的人口为709人。

## 人口
于尔维莱尔人口变化图示